# Dokos
Dokos (Grieks: Δοκός) is een klein Grieks eiland in de Saronische Golf. Het ligt tussen het eiland Hydra en het Argolische havenstadje  Ermioni, een in de oudheid belangrijke polis waartoe het destijds behoorde. Heden ten dage is het administratief ingedeeld bij Hydra, bijgevolg bij het departement Attica. De smalle zeestraat tussen Dokos en het vasteland, de Peloponnesos, wordt de Golf van Hydra genoemd. Volgens de laatste cijfers uit 2001 telt het eiland 13 inwoners, voornamelijk Grieks-orthodoxe monniken en enkele schaapherders.
Het eiland is rotsachtig en kaal begroeid. Het hoogste punt van Dokos ligt op 308 meter hoog. Men veronderstelt dat het eiland enige strategische waarde oudtijds had. Aan de oostzijde bevinden zich nog steeds de schaarse ruïnes van een Byzantijns - Venetiaans kasteel. Tijdens de Griekse Onafhankelijkheidsoorlog gebruikten de troepen van Hydra Dokos als een versterkte haven.

## Archeologie
Dokos zou volgens vrij recente archeologische studies al bewoond zijn sedert 6000 v.Chr. In 1975 ontdekte de Brit Peter Throckmorton in de Golf van Hydra vlak bij Dokos een scheepswrak dat beschouwd wordt als het oudste Griekse schip dat ontdekt is, zo niet het oudste scheepswrak van de wereld. Het zou dateren tussen 2500 v. Cr. en 2000 v. Chr., waardoor het economisch belang van de Argolische stadstaat  Ermioni en de nabijgelegen haven van Halieis (Porto Cheli) in de Oudheid niet onderschat moeten worden.
De schepen die vertrokken uit de havenstad van Athene,  Piraeus en die naar Nafplio of Asini voeren, moesten Dokos passeren.